# (37862) 1998 FR5
1998 أف أر 5 (ويعرف أيضًا باسم (37862) 1998 أف أر 5 وفق تسمية الكوكب الصغير) (بالإنجليزية: 1998 FR5)‏ هو كويكب ضمن حزام الكويكبات؛ وترتيبه 37862 من حيث الاكتشاف.
اكتُشف هذا الجُرم الفلكي بواسطة Paul G. Comba ‏ في 24 مارس 1998.

## وصلات خارجية
- (37862) 1998 FR5 في قاعدة بيانات مختبر الدفع النفاث لأجرام النظام الشمسي الصغيرة

- الاكتشاف · مخطط المدار ·  العناصر المدارية · المعلمات المادية

- (37862) 1998 FR5 على موقع ويكي سكاي: DSS2, SDSS, GALEX, IRAS, Hydrogen α, X-Ray, Astrophoto, Sky Map, Articles and images